# Nautilocalyx pallidus
Nautilocalyx pallidus là một loài thực vật có hoa trong họ Tai voi. Loài này được (Sprague) Sprague mô tả khoa học đầu tiên năm 1912.